# یواس‌اس اگدن (پی‌اف-۳۹)
یواس‌اس اگدن (پی‌اف-۳۹) (به انگلیسی: USS Ogden (PF-39)) یک کشتی بود که طول آن ۳۰۳ فوت ۱۱ اینچ (۹۲٫۶۳ متر) بود. این کشتی در سال ۱۹۴۳ ساخته شد.